# 施侣元
施侣元（1934年3月—2016年12月17日），江苏苏州人，中国流行病学家，是中国药物流行病学的先行者之一。原华中科技大学同济医学院教授。

## 生平
施侣元早年曾就读于苏州第二中学（后并入苏州第一中学）。她于1953年考入山东医学院外科学系，次年转入卫生系。1955年因院系调整转学至武汉医学院（现华中科技大学同济医学院）卫生系。1957年毕业，是该校首届卫生专业本科毕业生。此后留校任教，在武汉医学院与后来的同济医科大学、华中科技大学同济医学院工作长达50余年。1982年至1984年间，赴加拿大麦吉尔大学流行病与卫生统计学系进修，获流行病学硕士学位。1993年由国家教委批准为博士生导师，享受国务院特殊津贴。曾任湖北省流行病学学会主任委员、武汉市预防医学会副会长。
施侣元于1985年主持翻译出版了加拿大公共卫生专家约翰·拉斯特所编《流行病学词典》，是中国首部流行病学词典。此后，她又于2001年主编出版了中文版《流行病学词典》，2009年主编出版了《现代流行病学词典》。
因其在中国流行病学领域的贡献，她曾获2009年中国流行病学杰出贡献奖、2014年中国流行病学终身荣誉奖。